# Lieven Rens
Lieven Rens (Roeselare, 15 januari 1925 – Edegem, 23 augustus 1983) was een Vlaams dichter, schrijver en hoogleraar.

## Levensloop
Lieven Rens was een zoon van Robert Rens en Elisa Deguchtenaere. Na jaren zelfstudie, behaalde hij in 1956 voor de Centrale examenjury het diploma Grieks-Latijnse humaniora, in 1960 het licentiaat in de Wijsbegeerte en Letteren en in 1962 het doctoraat in de Germaanse filologie. Zijn doctoraal proefschrift droeg als titel Het priester-koningconflict in Vondels drama.
Van 1951 tot 1961 was hij administratief secretaris van de Christelijke Volkspartij en van 1961 tot 1965 privésecretaris van eerste minister Theo Lefèvre. Nadien werd hij docent en vervolgens gewoon hoogleraar Europese en Nederlandse cultuurgeschiedenis aan de UFSIA. Vanaf 1973 was hij directeur van het Centrum Renaissancedrama.
Hij legde zich toe op de studie van de renaissanceliteratuur en promoveerde op Het priester-koningconflict in Vondels drama. Ook daarna specialiseerde hij zich vooral in Vondel, wat niet belette dat hij ook aandacht had voor andere perioden uit de literatuur. Hij schreef een beknopt overzicht en synthese van zeven eeuwen Nederlandse letteren in enkele honderden bladzijden. Postuum verscheen zijn analytische studie over de poëzie van Anton van Wilderode, onder de titel Van moerbeiboom tot overoever.
Als dichter publiceerde hij in talrijke bundels, maar vooral in vele tijdschriften, meest van al in het tijdschrift Nieuwe Stemmen dat hij mee bestuurde. Rens had ook tekentalent, dat hij vooral in zijn laatste levensmaanden beoefende. Een honderdvijftigtal door hem getekende portretten werd samengebracht in de huldetentoonstelling Lieven Rens, poëet, professor, portrettist, in de bibliotheek van de UFSIA begin 1984.
Hij werd het slachtoffer van een verkeersongeval dat hem het leven kostte. Tijdens zijn begrafenis op 27 augustus 1983 hield Anton van Wilderode de lijkrede, door de aanwezige Leo Tindemans omschreven als "innig, doorvoeld, ontroerd en ontroerend."
Hij was lid van:
- de Koninklijke Zuid-Nederlandse Maatschappij voor Taal- en letterkunde (1962).
- de Maatschappij der Nederlandse Letterkunde te Leiden (1980).

## Prijzen
- 1967: Joris Eeckhoutprijs van de Koninklijke Academie voor Nederlandse Taal- en Letterkunde voor Het priester koning-conflict in Vondels drama.
- 1969: De Scriptores Catholici-prijs voor De hemel op aarde.
- 1977: De Guido Gezelleprijs van de Koninklijke Academie voor Nederlandse Taal- en Letterkunde voor Leander.
- 1982: Premie voor Poëzie van de Provincie Antwerpen voor De muur van Lionardo.

## Publicaties

### Poëziebundels
- Het Schrikkeljaar, Gent, Vyncke, 1948.
- Ilona, [S.l.], 1952.
- De Weegschaal, Gent, Erasmusgenootschap, 1953.
- Zeven Eclogen, Tielt, Lannoo, 1953.
- De Liefdesnacht, [S.l.], 1958.
- Minos : en wie bemint, een sonnettencyclus, Lier, De Bladen voor de Poëzie, 1959.
- De Hemel op Aarde, Deurle, Colibrant, 1968.
- Op gouden grond, Deurle, Colibrant, 1971.
- Leander, Deurle, Colibrant, 1976.
- De muur van Lionardo, Brugge, Orion-Colibrant, 1980.
- Montmartre, Antwerpen, Stichting Mercator-Plantijn, 1983.
- Gedichten van Rens verschenen in: Dietsche Warande en Belfort, Nieuw Vlaams Tijdschrift, en vooral in Nieuwe Stemmen.

### Wetenschappelijke werken
- Het priester-koningconflict in Vondels drama, Hasselt, Heideland, 1965.
- O zoete vrijheid! : Vondel als strijder voor vrijheid en vrede, – Leiden, A.W. Sijthoff, 1969.
- Acht eeuwen Nederlandse Letteren : van Van Veldeke tot vandaag, Antwerpen, De Nederlandsche Boekhandel, 1971, 1975 en 1979.
- Genres in het ernstige renaissancetoneel der Nederlanden tot 1625 : verslag van een onderzoek (samen met G. van Eemeren), Hasselt, Heideland-Orbis, 1977.
- Lucifer : treurspel / Joost van den Vondel, Den Haag, Martinus Nijhoff, 1979.
- Joost van den Vondel : poëtologisch proza, Zutphen, Thieme, 1979.
- Van moerbeiboom tot overoever: de poëzie van Anton van Wilderode, Antwerpen, Stichting Mercator-Plantijn, 1983.

### Politiek
- (samen met Rik VERMEIRE & Adhémar D'ALCANTARA) Theo Lefèvre, minister van staat, Antwerpen, 1968.